# Pulquebereitung in Mexiko
Pulquebereitung in Mexiko (em espanhol: La producción del pulque en México; em portugués: Produção de Pulque no México) é um documentário alemão de 1936 dirigido por Hubert Schonger. O filme explora a história do pulque, suas origens e produção.
O filme foi feito como parte da propaganda nazista, a fim de atrair mais pessoas para os ideais do regime. Também foi considerado o primeiro documentário a tratar do pulque.

## Sinopse
O pulque é uma bebida alcoólica tradicional mexicana que remonta aos tempos pré-colombianos. É obtida das folhas de agave e é feita com xarope de agave. Acredita-se que tenha propriedades medicinais, como o alívio de distúrbios gastrointestinais e a estimulação do apetite.
Na década de 1930, Adolf Hitler e outros líderes nazistas queriam explorar novos conhecimentos culturais e culinários, devido à sua atração por alimentos exóticos que mantinham a boa saúde. Assim, depois de conhecer os benefícios do pulque para a saúde, bem como sua mitologia, Hitler enviou vários cineastas alemães ao México para investigar melhor a chamada “bebida dos deuses”, que o chanceler considerava uma espécie de “poção mágica” e uma “conquista da raça ariana”.